# Antigenrezeptor
Antigenrezeptoren sind Zelloberflächenproteine von Lymphozyten, mit denen diese Zellen das Ziel erkennen, auf das sich die Immunreaktion richten soll. Man unterscheidet zwischen den Antigenrezeptoren der B-Lymphozyten (B-Zell-Rezeptoren), bei denen es sich um Membran-verhaftete Antikörper handelt, und den Antigenrezeptoren der T-Lymphozyten (T-Zell-Rezeptoren), die keine Ähnlichkeit mit Antikörpern zeigen.

## Entstehung der Antigenrezeptoren
Antigenrezeptoren entstehen innerhalb von Reifungsvorgängen der Lymphoyzyten-Vorläuferzellen, bei denen die DNA der Vorläuferzellen Veränderungen erfährt, die man mit Rekombination bezeichnet.
- Bei der Rekombination im Verlauf einer Zellteilung werden zwei DNA-Erkennungsmotive von einem RAG- (Rekombination-aktivierendes-Gen-)Enzymkomplex zusammengefügt und die sich dazwischen befindende DNA mitsamt den Erkennungsmotiven ausgeschnitten, während die DNA außerhalb der Erkennungsmotive verknüpft wird. Es treten also Deletionen auf. Hier werden also Genstücke zusammengefügt, die vorher auseinander lagen.
- Die Genstücke, die zusammengefügt werden, kommen auf der DNA nicht nur einmal vor, sondern mehrfach. Manche Genstücke kommen bis zu 100 mal vor. Die Erkennungsmotive, mit denen das RAG-Protein diese Stücke erkennt, befinden sich hinter jedem bzw. vor jedem zusammenfügbaren Genstück.
- Welches Genstück in einem gegebenen Lymphozyt bei der Rekombination benutzt wird, ist zufällig.
- Mit dem Verlust der DNA zwischen den Genstücken wird ein neuer Zustand der Lymphozyten-Vorläuferzelle fixiert, die Zelle ist etwas gereift.
- Bei den Genstücken spricht man von V- (variable), D- (diversity) bzw. J- (joining) Elementen. Für die schwere Kette eines Antigenrezeptoren müssen zuerst eine DJ-Rekombination und in einer späteren Teilung eine V-DJ-Rekombination durchgeführt werden, Für die leichten Ketten ist nur eine V-J-Rekombiantion notwendig, in den Genen der leichten Ketten fehlen die D-Elemente. Für die erfolgreiche Bildung von Antigenrezeptor-Genen, die dann in RNA umgeschrieben und als Protein gebildet werden können, sind also wenigstens drei Rekombinationsereignisse in einer Vorläuferzelle notwendig: zwei Rekombinationen für die schwere Kette, eine für die leichte.
- Auf dem Gen für die Schwere Kette des Immunglobulins des Menschen gibt es ca. 50 V-Elemente, 25 D-Elemente und 6 J-Elemente. Dadurch werden ca. 7500 verschiedene Schwere-Ketten-Proteine möglich. Für leichte Ketten gibt es zwei Gene, mit jeweils 40 bzw. 30 V-Elementen und 5 bzw. 4 J-Elementen, also 200 bzw. 120 leichte Ketten. Frei kombiniert entstehen daraus 7500 × 200 + 7500 × 120 = 2.400.000 verschiedene Immunglobulin-Rezeptoren auf B-Lymphozyten. Für den Antigenrezeptor der T-Lymphozyten, den T-Zell-Rezeptor, ist diese Zahl ungefähr ähnlich hoch.
- Ein weiteres Element der Vielfältigkeit entsteht aus der Tatsache, dass während des enzymatischen Vorgehens des RAG-Komplexes die Enden der abgeschnittenen DNA nicht gleich miteinander wieder verknüpft werden, sondern einige Zeit frei sind. In dieser Zeit kann das Enzym Terminale Desoxyribonukleotidyltransferase (TdT) beliebige Nukleotide an die Enden anhängen.

Wenn bei diesem Vorgang genau drei oder Vielfache von drei DNA-Basen ergänzt wurden, kann ein Protein mit variabler/n Aminosäure/n später gebildet werden. Man schätzt, dass dadurch mehr als eine Milliarde verschiedene Rezeptorproteine gebildet werden können. Wären diese Proteine auf dem menschlichen Genom als einzelne Gene codiert, würden sie das Genom sprengen, das bis jetzt (nach der fast vollständigen DNA-Sequenzierung) etwa 30.000 eigenständige Gene aufweist.
- Wenn eine Rekombination fehlschlägt, hat die Lymphozyten-Vorläuferzelle die Möglichkeit, das Gen auf dem anderen Chromosom zu rekombinieren. Sind beide Rekombinationsmöglichkeiten bei schweren Ketten oder alle vier bei leichten Ketten fehlgeschlagen, zerstört sich die Vorläuferzelle von innen heraus; sie wird apoptotisch und von Fresszellen gefressen.
- Gleiches geschieht auch, wenn nicht genau drei Basen oder Vielfache von drei eingebaut wurden. Das Protein kann nicht abgelesen werden, weil der vordere Teil der Protein-Kette in einem anderen Leseraster als der hintere liegt. Auch eine Zelle mit einer solchen Rekombination wird apoptotisch und entsorgt. Der Großteil der Vorläuferzellen, die eine Rekombination eines Antigenrezeptorgenes durchlaufen, stirbt vorzeitig. Nur höchstens jede sechste Zelle kann die beiden RNA für leichte und schwere Ketten mit den richtigen Leserastern bilden.

### Konsequenzen aus der Rekombination
- Eine Vorläuferzelle, die zwei Gene für leichte und schwere Kette erfolgreich rekombiniert hat, bildet die beiden Proteine für die leichte und schwere Kette, fügt diese Ketten zum Antigenrezeptor zusammen und bringt diesen auf die Zelloberfläche. Aus der Vorläuferzelle wird dadurch ein Lymphozyt.
- Schon in den 60er und 70er Jahren hat man abgeschätzt und experimentell erforscht, dass mit 1 Milliarde verschiedenen Immunglobulin-Rezeptoren alle chemisch möglichen Strukturen von Immunglobulinen erkannt werden können. Daher gilt das Immunglobulin-Repertoire als komplett.
- Aus dieser Tatsache ergibt sich als direkte Folge, dass Immunglobuline auch gegen körpereigene Stoffe gerichtet sein müssen, da sie ja auf alles reagieren können, also auch auf die eigenen Eiweiße, Zucker oder Nukleinsäuren, auf Vitamin, Fette usw.
- Als der T-Lymphozyten-Rezeptor bekannt war, der eine ähnlich hohe Variabilität aufweist, konnte man vermuten, dass auch der T-Zellrezeptor eigene Stoffe erkennen kann.
- Die große Frage war, wie wird verhindert, dass die Lymphozyten, deren Rezeptor Eigen erkennen, eine Immunantwort gegen das Individuum selbst auslösen?
- Für B-Lymphozyten wurde folgende Lösung erforscht:

B-Lymphozyten, die mit ihrem Antigenrezeptor eigene Stoffe erkennen, werden deshalb nicht aktiviert, weil ihnen ein zweites Stimulationssignal fehlt. Nur wenn der B-Zell-Antigenrezeptor zusammen mit dem Co-stimulatorischen Signal sein Antigen erkennt, wird die B-Zelle aktiviert. Andernfalls wird sie irreversibel inaktiviert, wird apoptotisch und entsorgt.

## T-Lymphozyten-Reifung im Thymus
Bei T-Lymphozyten findet die Eliminierung von Zellen, die selbstreaktive Antigenrezeptoren tragen, im Thymus statt. Der Antigenrezeptor der T-Lymphozyten erkennt nämlich nicht einen Stoff, sondern dieser Stoff muss ihm vorgezeigt werden, präsentiert werden. Diese Antigenpräsentation wird durch die Moleküle des Haupthistokompatibilitätskomplexes durchgeführt.
Von jedem Protein, das in einer Zelle gebildet wird, gibt es auch Abbauprodukte, Peptide, die bei im Abbau von Proteinen im Proteasom entstehen und die etwa acht bis 10 Aminosäuren lang sind. Die Moleküle der Histokompatibilitäts-Protein der Klasse-I (MHC-I) können einige dieser Peptide in eine spezielle Bindungstasche einbauen und dann in der Peptidbindungstasche auf der Zelloberfläche präsentieren. Der T-Antigenrezeptor erkennt genau einen solchen Komplex von Peptid und MHC-I, aber nur eine bestimmte Kombination.
Es gibt für die MHC-I Proteine beim Menschen drei Gene: HLA-A, HLA-B und HLA-C, von denen in der gesamten menschlichen Bevölkerung bis zu hundert verschiedene Allele mit unterschiedlicher Häufigkeit existieren. Ein einzelner T-Zellrezeptor erkennt also ein Peptid mit bestimmter Sequenz in einem bestimmten MHC-I-Protein.
Damit die T-Zelle auf ihrer späteren Wanderung durch den Körper nicht z. B. ein Nierenpeptid in einem Selbst-MHC-I erkennt und darauf mit der Auslösung einer Immunantwort reagiert, werden im Thymus von medullären Epithel-Zellen (MTEC) zufällig die Gene des menschlichen Genoms in RNA und Protein umgesetzt, in Proteasomen verdaut, entstehende Peptide in MHC-I eingelagert und den frischen T-Lymphozyten präsentiert. In jeder medullären Epithelial-Zelle werden bis zu 5 % der menschlichen Gene angeschaltet
Eine T-Zelle, deren Antigenrezeptor nun an irgendein Peptid in Selbst-MHC bindet, wird – wie wir es schon bei B-Zellen gesehen haben – eliminiert. Den Thymus verlassen dürfen nur T-Lymphozyten, die im Thymus den Selektionsprozess auf Nicht-SelbstMHC plus Peptid überstanden haben. Im Thymus erwerben die T-Lymphozyten auch noch weitere Oberflächenproteine, die für die Aktivierung der T-Lymphozyten notwendig sind.